# Adelio Cogliati
Adelio Cogliati (Milán, 10 de julio de 1948 – 29 de diciembre de 2018) fue un letrista y productor musical italiano.

## Carrera
Cogliati comenzó su carrera musical en 1964 como miembro de algunos grupos locales. es sobre todo conocido por su asociación profesional con Eros Ramazzotti, con el que escribió (junto a Piero Cassano), algunos de sus mayores éxitos como "Una storia importante", "Cose della vita", "Più bella cosa", "Più che puoi", "Un'emozione per sempre", "L’Aurora". Ganó el Festival de la Canción de San Remo dos veces, en 1986 con la canción de Ramazzotti "Adesso tu" y en 1995 con "Come saprei" interpretada por Giorgia. Otras colaboraciones incluyen a artistas como Andrea Bocelli, Luciano Pavarotti, Mina, Zucchero Fornaciari, Gianni Morandi, Ricchi e Poveri, Anna Oxa, Patty Pravo, Caterina Caselli, Marcella Bella, Amedeo Minghi, Matia Bazar, Drupi, Iva Zanicchi, Miguel Bosé, Dori Ghezzi, I Camaleonti, Antonella Ruggiero, Loretta Goggi, Filippa Giordano,  Gianni Togni.